# Хелмут Шмит
Хелмут Хајнрих Валдемар Шмит (Хамбург, 23. децембар 1918 — Хамбург, 10. новембар 2015) био је немачки политичар. Био је немачки канцелар од 1974. до 1982. године. Био је једно време и министар спољњих послова, министар одбране, министар унутрашњих послова и министар економије.

## Детињство и младост
Рођен је у Хамбургу. Почетком Другог светског рата регрутован је у ваздушну одбрану Бремена. Једно време је провео на источном фронту и враћа се 1942. у Немачку. Од децембра 1944. служи као поручник у артиљерији на западном фронту. Заробљен је априла 1945. и био је у ратном заробљеништву до августа 1945. године. Шмитов отац је био незаконити син јеврејског бизнисмена, али то се држало као породична тајна. То је Хелмут Шмит признао тек 1984. када су то новинари сазнали од француског председника. У Хамбургу је 1949. дипломирао економију и политичке науке.

## Политичка каријера

### Младост
Постао је члан социјалдемократске партије (СДП) 1946, а од 1946. до 1948. је био вођа студентске организације од СДП-а. После универзитета ради у градској влади Хамбурга у оделу за економску политику. Од 1952. до 1962. ради за СДП у Бундестагу. Изабран је као посланик у Бундестагу 1953, а 1957. постаје члан извршног тела СДП-а у парламенту. Био је изузетно надахнут критичар конзервативне владе и њене политике, а својом реториком привлачи велику пажњу. Током 1958. врши кампању против нуклеарног оружја и против тога да се Бундесвер (немачка војска) снабде тим оружјем. Предаје своје посланичко место 1958. да би се вратио у Хамбург.

### Сенатор
У влади града Хамбурга, која је била позната као Сенат, Хелмут Шмит постаје унутрашњи сенатор, тј. министар унутрашњих послова. Његов ефикасан начин руковођења доноси му похвале. Посебно је био ефикасан приликом ванредне ситуације изазване поплавом 1962. године.
Шмит је користио сва средства да олакша ту трагедију. Чак је користио војску, иако је уставом било забрањено да се војска користи за унутрашња питања.

### Вођа СДП фракције и министар савезне владе
Поново је изабран за Бундестаг 1965. године. Постао је вођа СДП фракције 1967, а заменик председника партије 1968. године. У влади Вилија Бранта постаје октобра 1969. министар одбране. Од јула до новембра 1972. био је министар економије и финансија, а од децембра 1972. до маја 1974. био је само министар финансија.

### Канцелар
Постао је канцелар Западне Немачке 16. маја 1974, после оставке Вилија Бранта након политичког скандала. Светска економска рецесија је била главна брига његове владе. Иако је био социјалдемократа почео је радити по конзервативним начелима. Поправио је односе Немачке и Француске и постао добар пријатељ Валери Жискара Д'Естена. Потписник је завршног акта из Хелсинкија, којим је формиран ОЕБС. Остао је канцелар и после избора 1976. године. Политика против Фракције Црвене армије била је неизвесна, али обично би била доста жестока и бескомпромисна. Он је одобрио антитерористичкој јединици ГСГ9 да се обрачуна са терористима, који су отели Луфтханзин авион 1977. године. Због те одлуке са срећним завршетком добио је велике похвале и у Немачкој и ван ње. После тога је нагласио да никад више неће преговарати са терористима. Своју политичку будућност је јако везао за НАТО ширење, посебно након совјетске инвазије у Авганистану. Поново је изабран за канцелара 1980. године. Октобра 1981. уграђен му је пејсмејкер. Прво гласање о неповерењу влади фебруара 1982. је прошао. Септембра 1982. четири министра из редова либерала (ФДП) напустила су његову владу. Покушао је саставити мањинску владу, само од чланова социјалдемократске партије(СДП). Био је присиљен да да оставку 1. октобра 1982. након изгласавања неповерења његовој влади. Хелмут Кол је тада постао нови канцелар.

### После политике
Постао је један од уредника угледних немачких недељних новина Die Zeit. Директор новина постаје 1985. године. Био је посланик до 1985. године. У децембру 1986, он је један од оснивача комитета, који је подржавао Европску монетарну унију и стварање Европске централне банке.